# Carminibotys carminalis
Carminibotys carminalis là một loài bướm đêm trong họ Crambidae.